# Thord Löwdin
Thord Löwdin (zm. w 1984) – szwedzki żużlowiec.
Dwukrotny medalista młodzieżowych indywidualnych mistrzostw Szwecji: srebrny (Sztokholm 1975) oraz brązowy (Gislaved 1974).
Uczestnik szwedzkich eliminacji indywidualnych mistrzostw świata (Målilla 1978 – X miejsce w półfinale szwedzkim).
W lidze szwedzkiej reprezentował barwy klubu Masarna Avesta (1972–1984). 
Zginął w wyniku obrażeń odniesionych podczas upadku na treningu na torze w Aveście.